# Schloss Konopiště

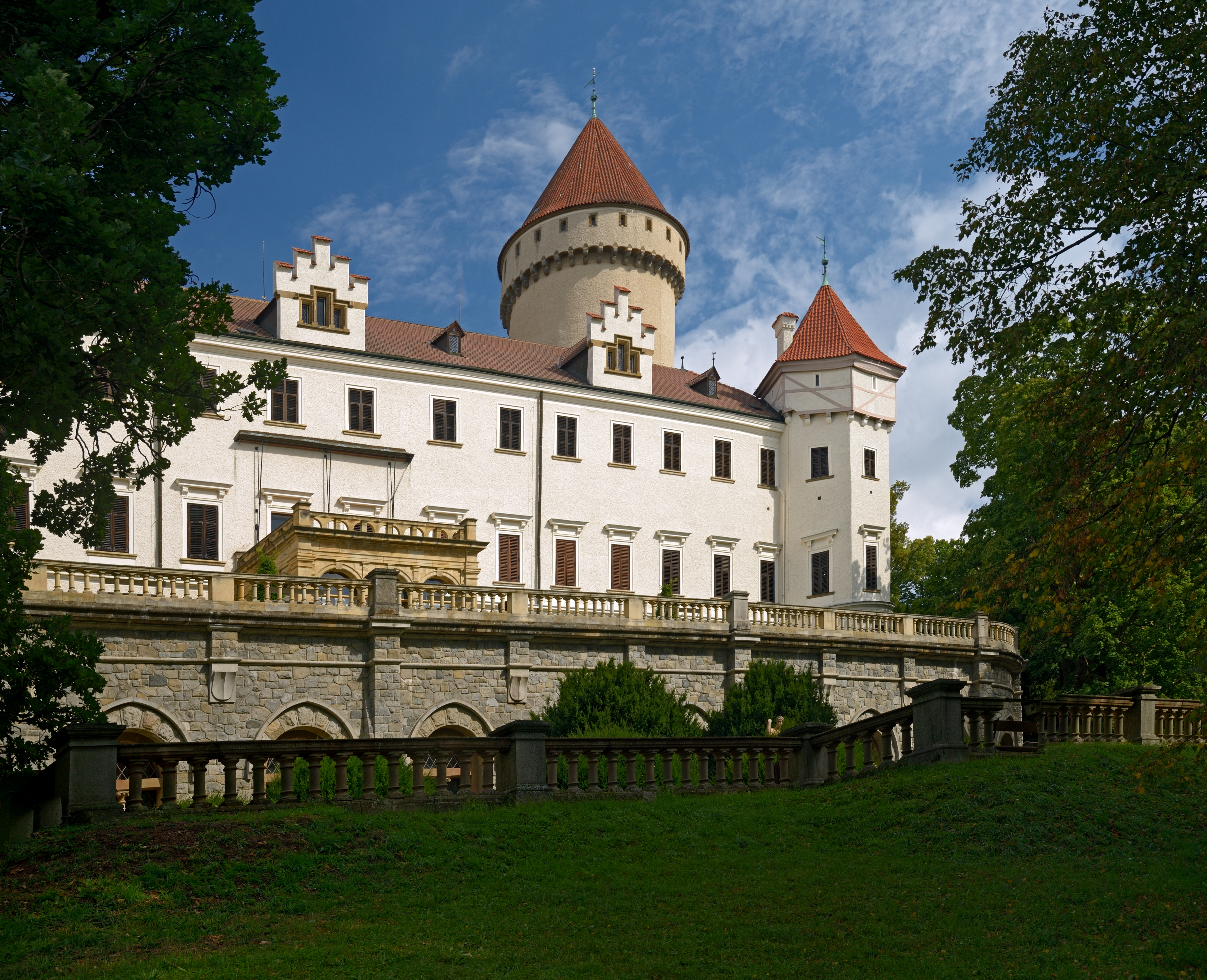
Schloss Konopischt

Das Schloss Konopischt (tschechisch Zámek Konopiště) befindet sich im Ortsteil Konopiště (Konopischt) der mittelböhmischen Stadt Benešov (Beneschau) etwa 37 km südlich von Prag. Bekannt ist es vor allem als letzte Residenz des österreichischen Thronfolgers Franz Ferdinand. Mit 147.000 Besuchern im Jahr 2024 ist es eines der meistbesuchten Schlösser Tschechiens.

## Geschichte
Vorgänger des heutigen Schlosses bei Benešov (Beneschau) war eine im 14. Jahrhundert erbaute Burg der Herren von Beneschau. 1327 übertrug sie der böhmische König Johann von Luxemburg den Herren von Sternberg, die das Schloss Anfang des 17. Jahrhunderts im Stil der Spätgotik und später im Spätrenaissancestil umgestalteten. Anfang des 18. Jahrhunderts wurde das Schloss von den Grafen Franz Josef von Wrtby (1765–1830) im Barockstil umgebaut und gelangte 1830 durch Erbe an Johann Karl Fürst von Lobkowitz (1799–1878).
Am 1. März 1887 gelangten durch Kauf für 2,5 Millionen fl. Schloss und Herrschaft Konopischt an Erzherzog Franz Ferdinand von Österreich-Este, der das Schloss zwischen 1889 und 1894 von den Architekten Josef Mocker und Franz Schmoranz im Stil der Neugotik restaurieren ließ und es mit Kunstgegenständen ausstattete. Der Besitz war 6.842 Hektar groß und umfasste unter anderem eine Zuckerfabrik, Steinbrüche, eine Spiritusfabrik sowie das Patronat über vier Pfarren. Dazu kam noch die Beneschauer Brauerei AG, die der Erzherzog 1897 neu errichten ließ. Von 1893 bis 1895 widmete er sich der Sanierung des Schlosses. Etwa 1.100.000 Kronen wurden in diesen Jahren in Konopischt investiert.
Im September 1895 wurde die historische Waffensammlung aus der Este-Erbschaft aus dem Schloss Catajo (bei Padua) hierher überführt. 1896 wurde Franz Ferdinand in Österreich-Ungarn Thronfolger von Kaiser Franz Joseph I., als sein Vater, Bruder des Kaisers, starb. Bis dahin war er seit dem Selbstmord Kronprinz Rudolfs 1889 hinter seinem Vater Nr. 2 in der Thronfolge der Doppelmonarchie gewesen.

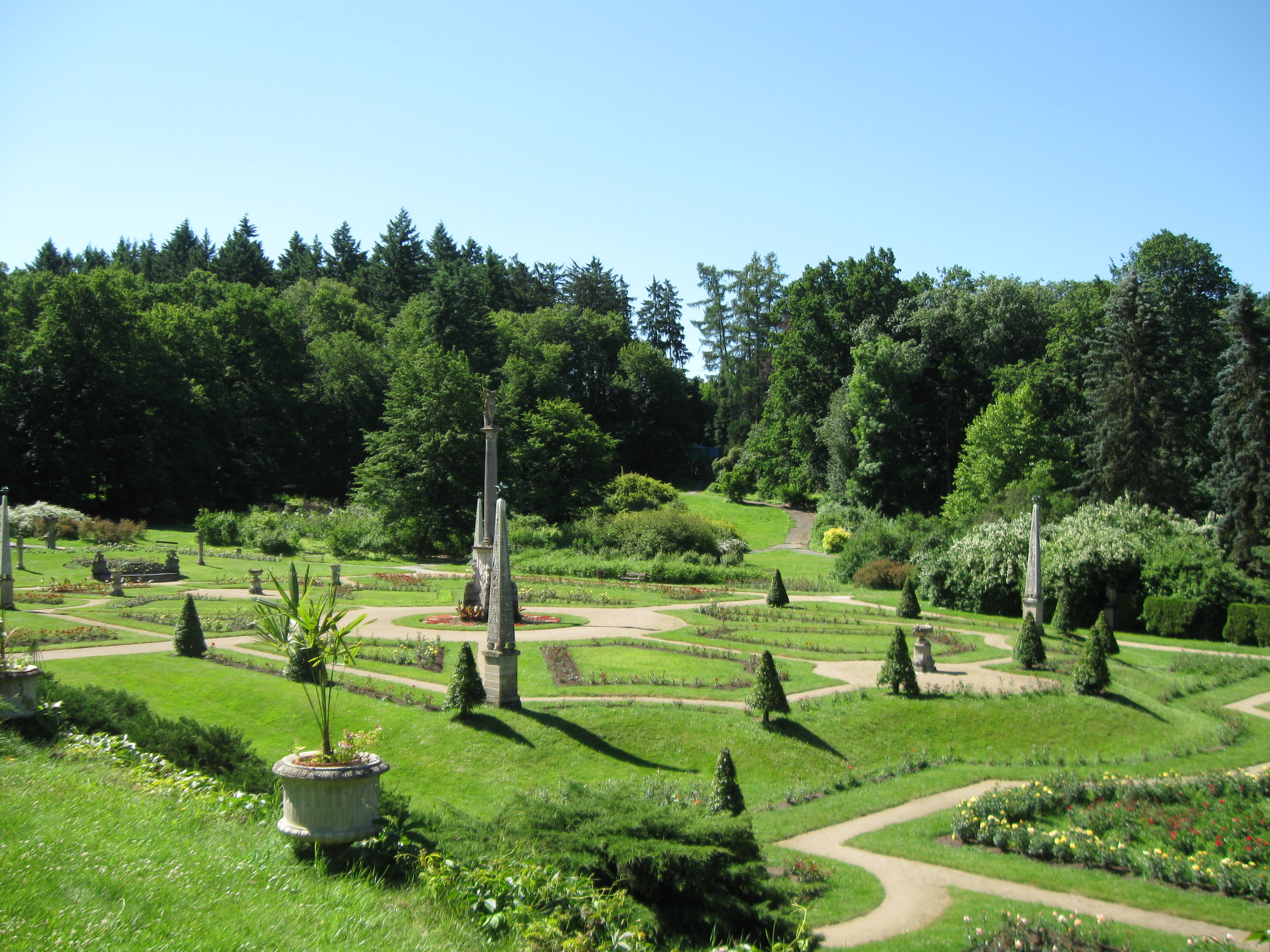
Rosengarten Konopischt

Am 23. Oktober 1913 kam der deutsche Kaiser Wilhelm II. im Rahmen eines viertägigen Österreich-Besuchs nach Konopischt und konferierte hier mit dem Thronfolger und k.u.k. Außenminister Leopold Graf Berchtold über eine gemeinsame Strategie gegenüber den slawischen Staaten. Das Zimmer, in dem Wilhelm II. übernachtete, ist erhalten. Am 12./13. Juni 1914 war der deutsche Kaiser, u. a. begleitet von Großadmiral Alfred von Tirpitz und Generaladjutant Hans von Plessen, neuerlich beim Erzherzog-Thronfolger in Konopischt zu Gast; es ging um die Balkanpolitik und um die Probleme des mit dem Deutschen Reich und Österreich-Ungarn verbündeten Rumänien und die intolerante Nationalitätenpolitik Ungarns im vor allem von Rumänen bewohnten Siebenbürgen. Beide Besuche des deutschen Kaisers sowie die Jagden, die Franz Ferdinand im Zuge dieser Besuche organisierte, sind im Museum von Schloss Artstetten dokumentiert, und die Schusstafeln zeigen eine große Zahl von erlegten Tieren.
Nach dem Attentat von Sarajevo und dem Tod Franz Ferdinands und seiner morganatischen Ehefrau Sophie Herzogin von Hohenberg am 28. Juni 1914 erbten beide Söhne des Paares, Herzog Maximilian Hohenberg und Fürst Ernst Hohenberg, das Schloss und die darin aufbewahrten Sammlungen. Die beiden wurden 1919, nach dem Ende des Ersten Weltkriegs, damals 17 bzw. 15 Jahre alt, zu Gunsten der Tschechoslowakischen Republik durch eine eigene Lex Hohenberg entschädigungslos enteignet und wurden als österreichische Staatsbürger nach Österreich ausgewiesen, wo sie unter das österreichische Adelsaufhebungsgesetz fielen.
Im Protektorat Böhmen und Mähren wurde das Schloss Konopischt 1943 zum Sitz des Kommandos des SS-Truppenübungsplatzes Böhmen und diente bis zum Ende des Zweiten Weltkriegs, 1945, auch als Depot für Beutekunst. Trotz Versuchen von Maximilian Hohenberg, seine Rechte an diesem Besitz geltend zu machen, kam es bis Kriegsende zu keiner Regelung. Die Familie Hohenberg hat den Besitz in Konopischt nicht zurückerhalten, obwohl die Herzogin und ihre Kinder durch den Renuntiationseid ihres Vaters nicht Teil der Familie Habsburg geworden waren und damit eigentlich nicht unter die Habsburgergesetze der Nachfolgestaaten der Donaumonarchie fielen. Die Schwiegertochter Maximilian Hohenbergs, eine geborene Prinzessin von Luxemburg, versuchte über ihren französischen Schwiegersohn vergeblich, ihre Rechte erneut mit der tschechischen Regierung zu verhandeln.
Es herrscht, trotz dieser bewegten Vergangenheit, ein gutes Verhältnis zwischen dem Erzherzog-Franz-Ferdinand-Museum in Schloss Artstetten und der Verwaltung von Schloss Konopischt. Hier wird unabhängig von rechtlichen Streitigkeiten der Vergangenheit der Bewahrung der Geschichte Vorrang gegeben.

## Sammlung
Im Schloss Konopiště wird eine reiche Sammlung von Kunst- und Kunsthandwerksgegenständen aus der Zeit der Gotik, der Renaissance, des Barock bis in heutige Zeit aufbewahrt. Dadurch gehört es zu den interessantesten Schlössern Mitteleuropas. Sehenswert ist besonders die Waffensammlung der Familie d’Este; Franz Ferdinand von Österreich-Este hatte 1875 vom letzten Träger dieses Familiennamens dessen Vermögen unter der Bedingung geerbt, Name und Titel weiterzuführen.
Zu den Exponaten gehört eine Sammlung religiöser Gegenstände des Heiligen Georg, des Schutzpatrons der Ritter. Im ersten Stockwerk befinden sich der Empfangs- und der Säulensalon, der Große Speisesaal mit einem Deckenfresko aus der Mitte des 18. Jahrhunderts von František Julius Lux sowie die Schlosskapelle mit Gewölben. Daneben die Wohnräume, der Vrtba- und der Tirpitzsalon, das Rosazimmer und Kaiser Wilhelms Schlafzimmer. In den Schlossgängen werden Jagdtrophäen Franz Ferdinands ausgestellt; der Thronfolger war als äußerst jagdfreudig bekannt.

## Persönlichkeiten
- Zdenko von Sternberg auf Konopischt (1410–1476, böhmischer Adliger)
- Sophie Nostitz-Rieneck, geborene Fürstin von Hohenberg (1901–1990), Tochter des ermordeten österreichisch-ungarischen Thronfolgers Erzherzog Franz Ferdinand
- Ernst Fürst von Hohenberg (1904–1954), Forstwirt und politischer Redner gegen das NS-Regime